# Edmond Picard

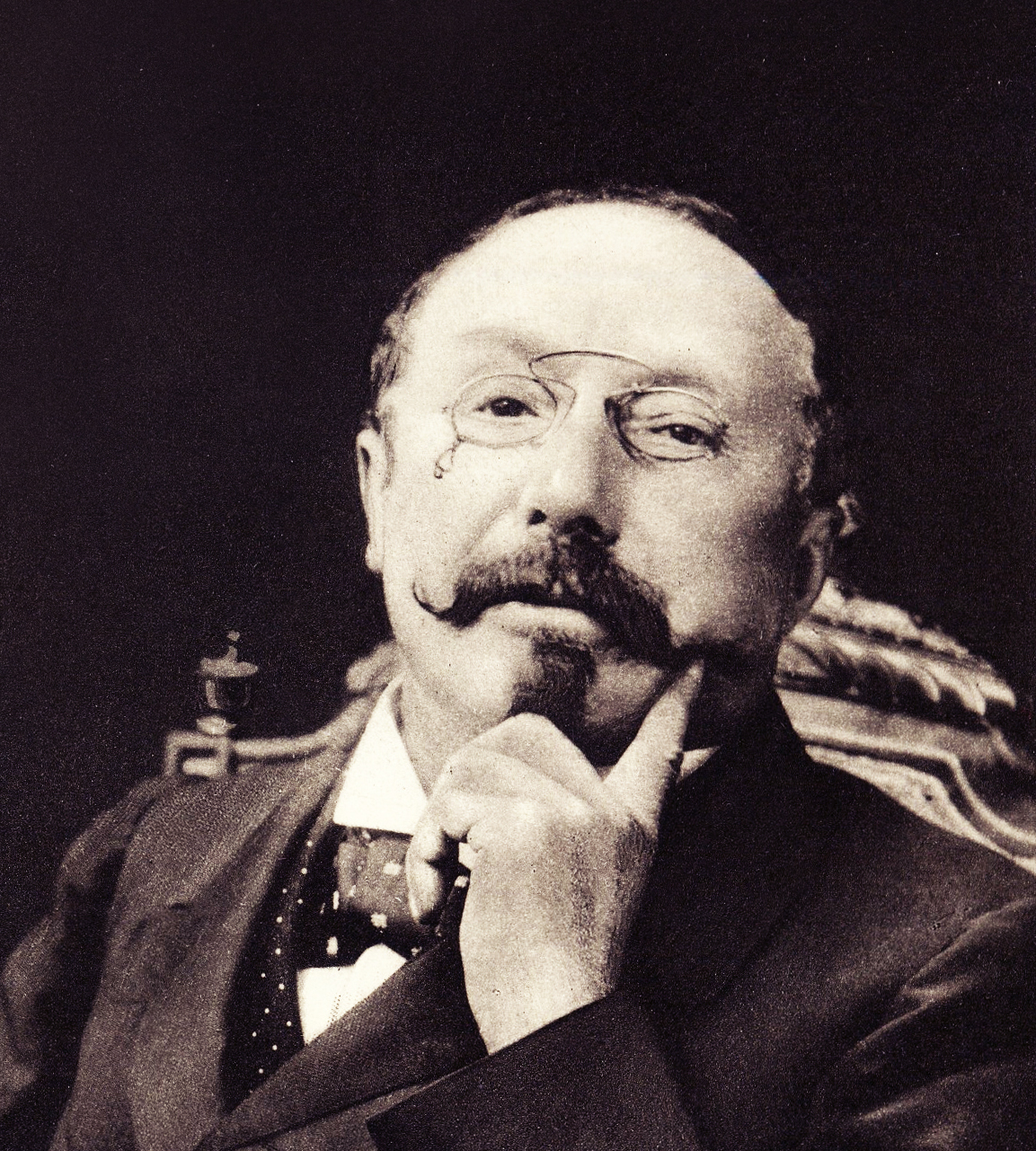
Portretfoto ca. 1908

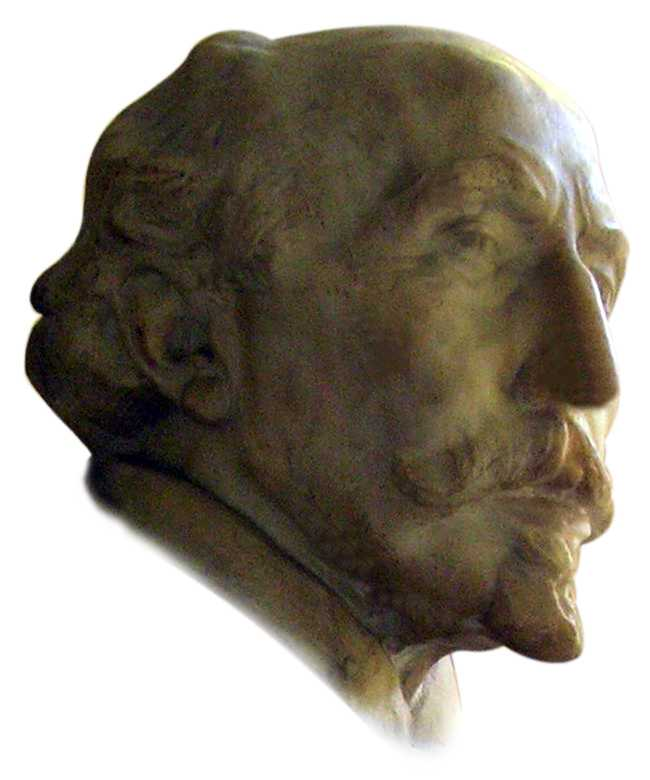
Edmond Picard. Buste van Louis Mascré (1918)

Edmond Picard (Brussel, 15 december 1836 - Dave, 19 februari 1924) was een eminente Belgische jurist en literator. Hij was stafhouder, hoogleraar in de rechten, schrijver, toneelauteur, senator, journalist, kunstmecenas, vrijmetselaar, rozenkruiser en invloedrijk antisemitisch theoreticus.

## Levensloop
Hij stamde uit een familie van Waalse rechtsgeleerden en magistraten. Picard volgde middelbare studies aan het atheneum van Brussel en ging op zijn zeventiende varen als matroos. Na bijna drie jaar was hij in terug in Antwerpen en behaalde hij aan de plaatselijke Zeevaartschool de graad van tweede luitenant ter lange omvaart. In het voetspoor van zijn vader, die doceerde aan de toen nog eentalig Franse Université libre de Bruxelles, schreef Picard zich vervolgens in aan deze universiteit. Hij promoveerde tot in 1860 tot doctor in de rechten. Hij doorliep zijn stage als advocaat in het kantoor van Jules Le Jeune, de latere minister van Justitie. Picard was als advocaat verbonden aan het hof van beroep van Brussel en het Hof van Cassatie.
In 1864 was Picard medestichter van de progressieve krant La Liberté, die ijverde voor een scheiding tussen kerk en staat, voor de vrijheid van het individu en van de pers, voor een verruiming van het stemrecht, voor het verplicht onderwijs, tegen het militarisme en tegen het protectionisme. Met een gelijksoortig programma was hij kandidaat bij de parlementsverkiezingen van 1870, maar hij werd niet verkozen.
Picard was tevens de stichter van het Journal des Tribunaux en de Pandectes Belges, twee juridische publicaties. Iwan Gilkin (1858-1924), Emile Verhaeren (1855-1916), Henri Carton de Wiart (1869-1951) en Octave Maus (1856-1919) liepen bij hem stage. Een van zijn medewerkers was Georges Rodenbach (1855-1898).

Picard was een literatuurfanaat en schrijver en stichtte het tijdschrift L’Art Moderne (De Moderne Kunst), dat een sociale kunst propageerde die positie innam tegen de kunst-om-de-kunstbeweging (l'art pour l'art) die door de groep van La Jeune Belgique (Het Jonge België) werd voorgestaan. Het conflict nam zulke proporties aan dat Albert Giraud (1860-1929) Picard uitdaagde tot een duel, dat zonder ernstige gevolgen bleef. In de gedaante van de persoon Lenormand, schetste Henri Nizet in zijn roman Les Béotiens (De Beotiërs) uit 1884 een felle karikatuur van Picard.

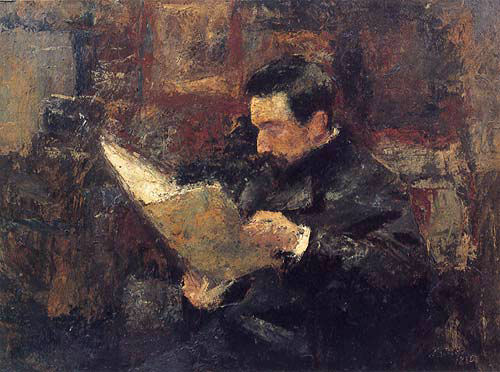
Picard in 1885 geschilderd door Jan Toorop

In 1893 werd hij aangehouden nadat hij op de Louizalaan een redevoering voor het algemeen stemrecht had afgestoken, waarbij burgemeester Karel Buls door een omstander was belaagd met een wandelstok. Naar aanleiding van het voorval wijdde Paul Verlaine een huldedicht aan zijn vriend Picard en schreef hij ook een artikel voor de krant La Plume.
In december 1894 liet Picard zijn herenwoning aan de Guldenvlieslaan verbouwen tot Maison d'Art, een kunstgalerij waar siervoorwerpen en art-nouveau-kunst te koop was. Hij hield er in 1899 ook een tentoonstelling van de werken van Auguste Rodin.
Picard, aanvankelijk liberaal, werd politiek actief voor de socialistische Belgische Werkliedenpartij. Voor deze partij zetelde hij van 1894 tot 1908 in de Senaat als provinciaal senator voor Henegouwen. In 1908 nam hij ontslag als senator, omdat hij het marxistisch internationalisme van de BWP afkeurde.
Zijn virulente antisemitische overtuiging uitte hij in verschillende publicaties. Als zelfverklaard "nationaalsocialist" lijkt hij een luguber voorloper van het nationaalsocialisme. Dat deel van zijn denken heeft zijn erfenis overschaduwd. Nochtans fungeerde hij als spilfiguur in het Belgische socialisme en droeg hij bij tot een belangrijke intellectuele vernieuwing van de socialistische sociale theorie in België. In het parlement hielp hij belangrijke progressieve evoluties doordrukken, onder meer in de sociale politiek. Ook gold hij als Belgisch-nationalist en pleitte hij voor een stelsel van tweetaligheid in Vlaanderen. Tegelijk had hij wel sympathie voor de Vlaamse Beweging.

## Wetenswaardig
- Na een bevlogen lezing over het racisme van Picard gooide advocaat Michel Graindorge in 1994 diens borstbeeld in de gang van het Brusselse Justitiepaleis tegen de grond. Het beeld van Louis Mascré verloor daarbij de neus.

## Publicaties

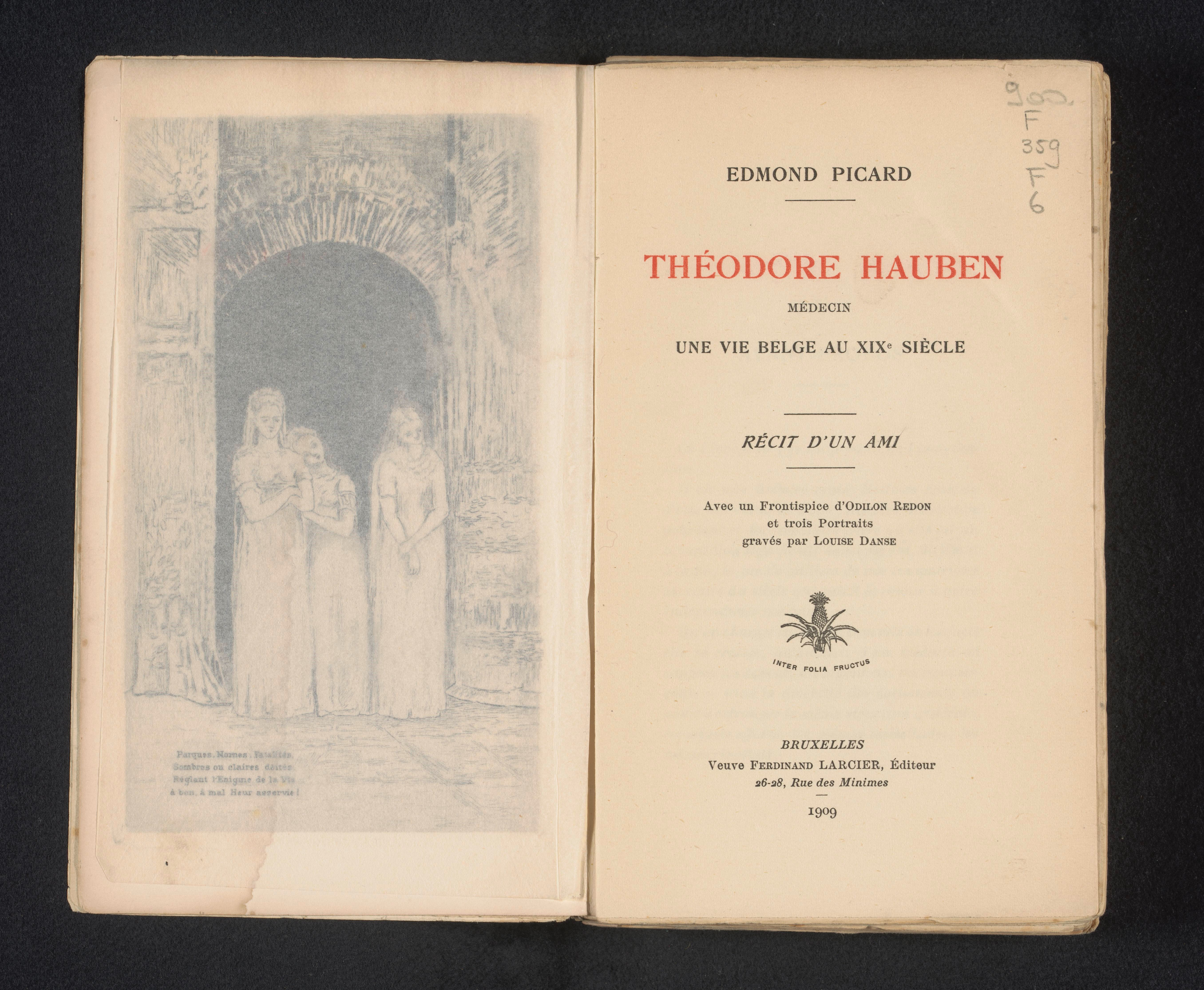
Edmond Picard: Biografie van zijn vriend Theodore Hauben met titelblad door Odilon Redon en drie portretten door Louise Danse

- Essai sur la certitude dans le droit naturel, Brussel, 1864.[3]
- (Met Xavier Olin)Traité des brevets d'invention et de la contrefaçon industrielle, Brussel, 1866.[4]
- (Met Xavier Olin)Traité usuel de l'indemnité due à l'exproprié pour cause d'utilité publique (...), Brussel, 1867.[5]
- Histoire du suffrage censitaire en Belgique depuis 1830, Brussel, 1882[6]
- Théodore Hauben, médecin. Une vie Belge au XIXe siècle. Récit d'un ami. Brussel: Vve. Larcier (1909)